# Kleines Schneeglöckchen
Das Kleine Schneeglöckchen (Galanthus nivalis), auch Gewöhnliches Schneeglöckchen genannt, ist eine Pflanzenart aus der Gattung der Schneeglöckchen (Galanthus) in der Familie der Amaryllisgewächse (Amaryllidaceae). Es ist die einzige in Mitteleuropa natürlich vorkommende Schneeglöckchenart und diejenige, die am häufigsten als Zierpflanze in Gärten und Parks zu sehen ist.

## Beschreibung

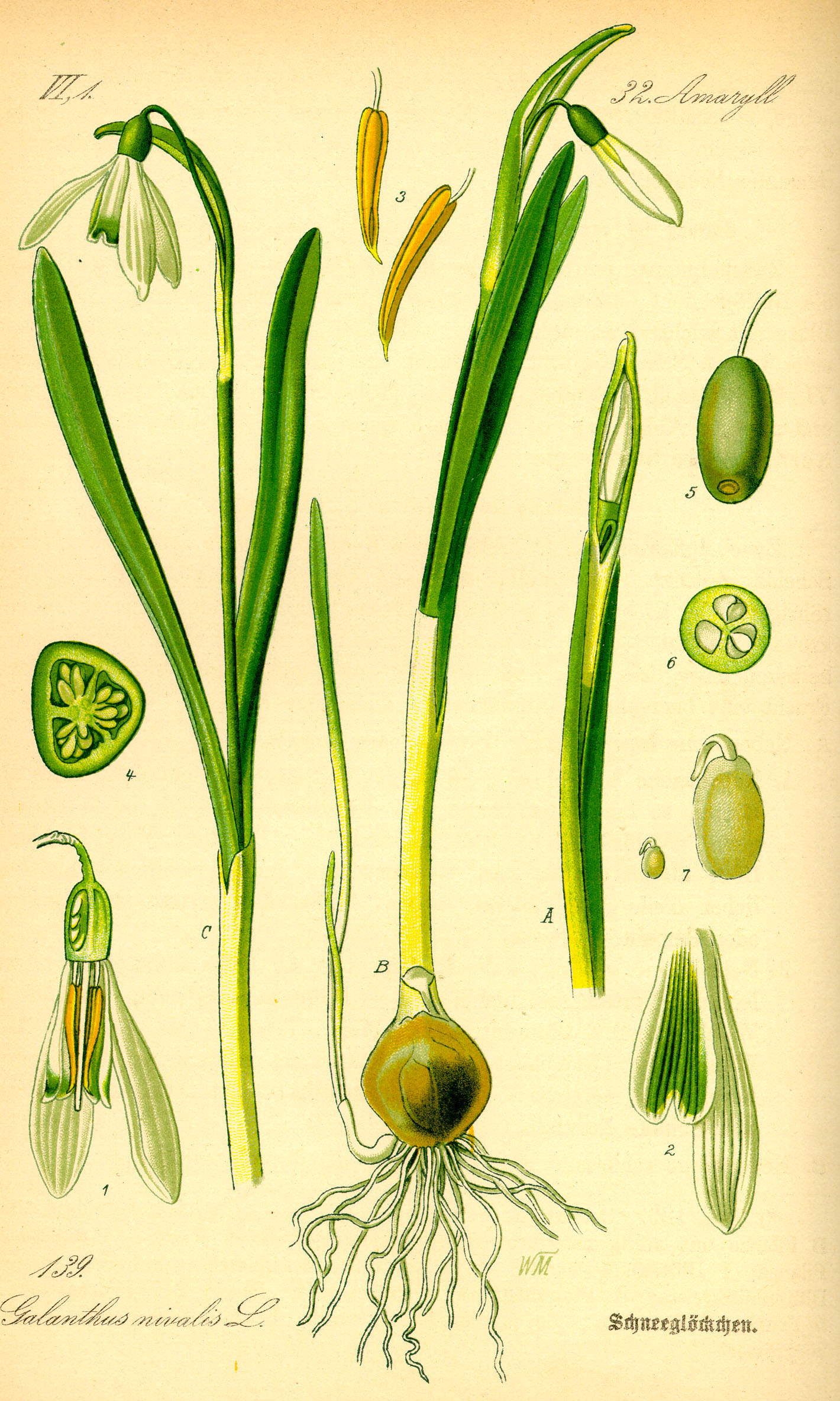
Illustration

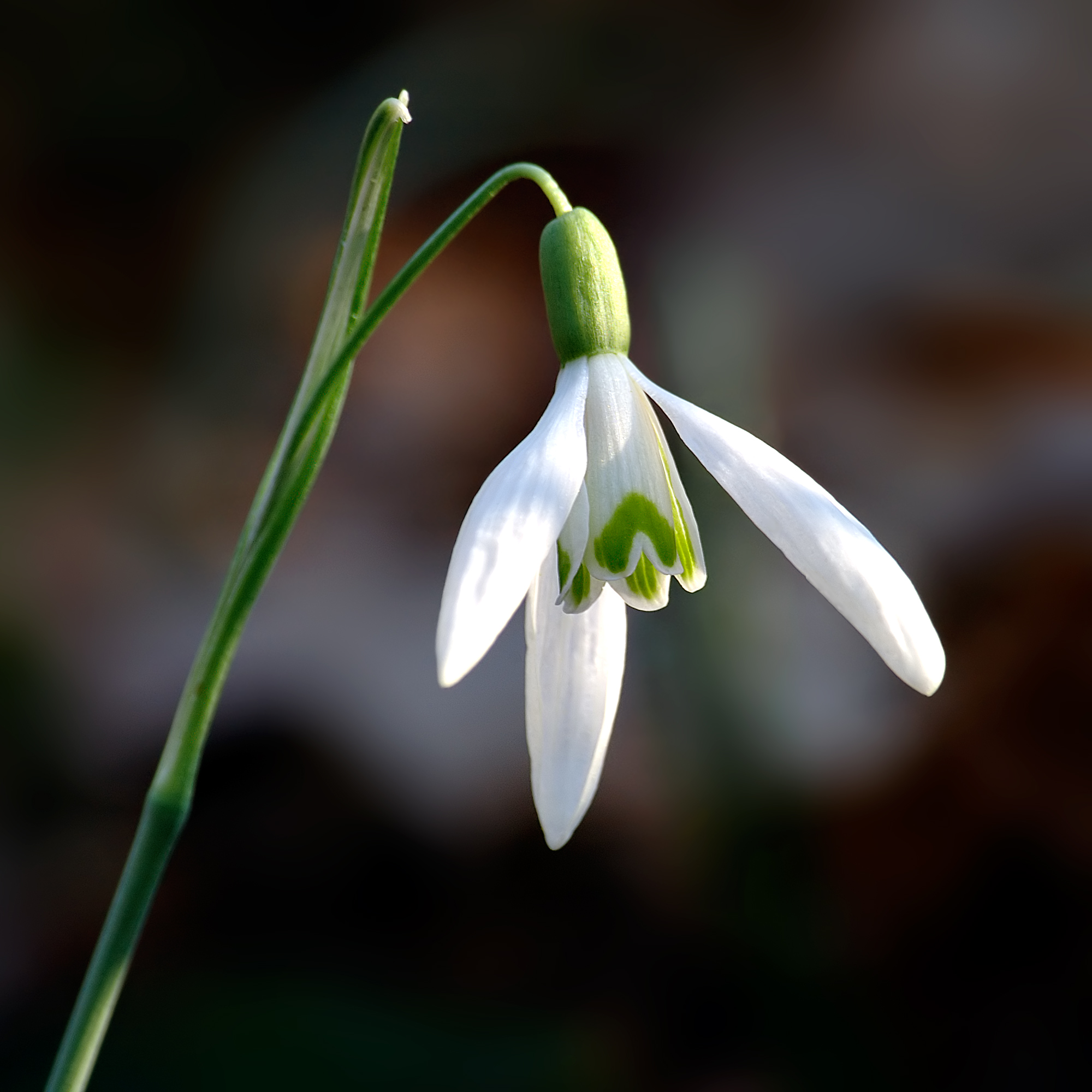
Blüte

### Vegetative Merkmale
Das Kleine Schneeglöckchen ist eine ausdauernde krautige Pflanze, die Wuchshöhen von meist 7 bis 15 (2 bis 18) Zentimetern erreicht. Dieser zumeist in Trupps wachsende Geophyt bildet 1,5 bis 2,5 × 1 bis 1,5, selten bis zu 2 Zentimeter große Zwiebeln als Überdauerungsorgane aus.
Die Laubblätter sind zur Blütezeit weit entwickelt, geringfügig kürzer bis länger als der Blütenstandsschaft, bläulichgrün oder selten blaugrün gefärbt. Die Blattspreite ist bei einer Länge von 4,5 bis 15, selten bis zu 26 Zentimetern und einer Breite von 0,3 bis 0,7 Zentimetern linealisch bis bandförmig.

### Generative Merkmale
Die Blüten stehen einzeln, nickend am Blütenstandsschaft. Die einzeln stehende Blüte ist aus einem reduzierten trugdoldigen Blütenstand abzuleiten. Es ist eine verwachsene, weißhäutige Hochblattscheide vorhanden, die aus der Verwachsung zweier Hochblätter entstanden (als Spatha bezeichnet) ist und eine Länge von 2 bis 3,5 Zentimetern aufweist. Der Blütenstiel ist 1,2 bis 3, selten bis zu 4 Zentimeter lang.

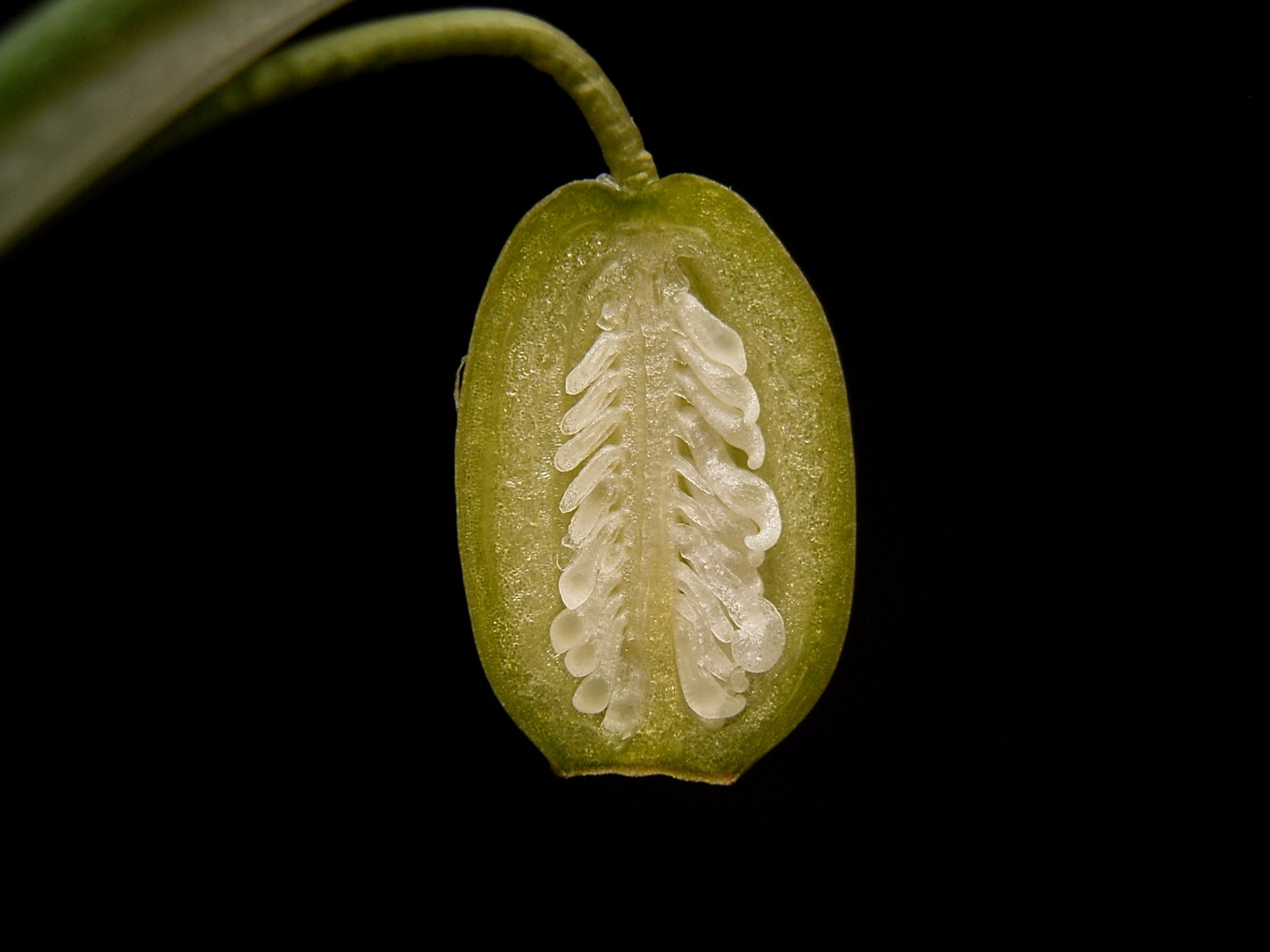
Längsschnitt einer unreifen Frucht

Die zwittrigen Blüten sind dreizählig. Die spreizenden, äußeren Blütenhüllblätter sind bei einer Länge von 1,5 bis 2, selten bis zu 2,5 Zentimetern und einer Breite von 0,6 bis 1,1 Zentimetern länglich bis breit verkehrt-eiförmig. Die krönchenartig zusammengeneigten inneren Blütenhüllblätter sind bei einer Länge von 0,7 bis 1,2 Zentimetern und einer Breite von 0,4 bis 0,6 Zentimeter verkehrt-eiförmig oder länglich und besitzen auf der Außenseite einen nicht bis zum Grund reichenden grünen Fleck. Die äußeren Blütenhüllblätter sind also etwa doppelt so lang wie die inneren. Es sind zwei × drei Staubblätter vorhanden. Die 3 bis 5 Millimeter langen Staubbeutel öffnen sich mit Poren. Der Fruchtknoten besitzt eine Länge von 5 bis 6 Millimeter und einen Durchmesser von 3 bis 4 Millimetern. Der Griffel ist 6 bis 8 Millimeter lang. Die Blütezeit reicht von Februar bis März, zum Teil beginnt sie schon im Dezember und dauert bis April.
Die grüne, fleischige, kugelige Kapselfrucht öffnet sich loculicidal und enthält viele Samen. Die hellbraunen Samen sind bei einer Länge von 3,5 Millimeter länglich bis stumpf und besitzen ein fleischiges Elaiosom.

### Chromosomenzahl
Die Chromosomenzahl beträgt 2n = 24, selten 26.

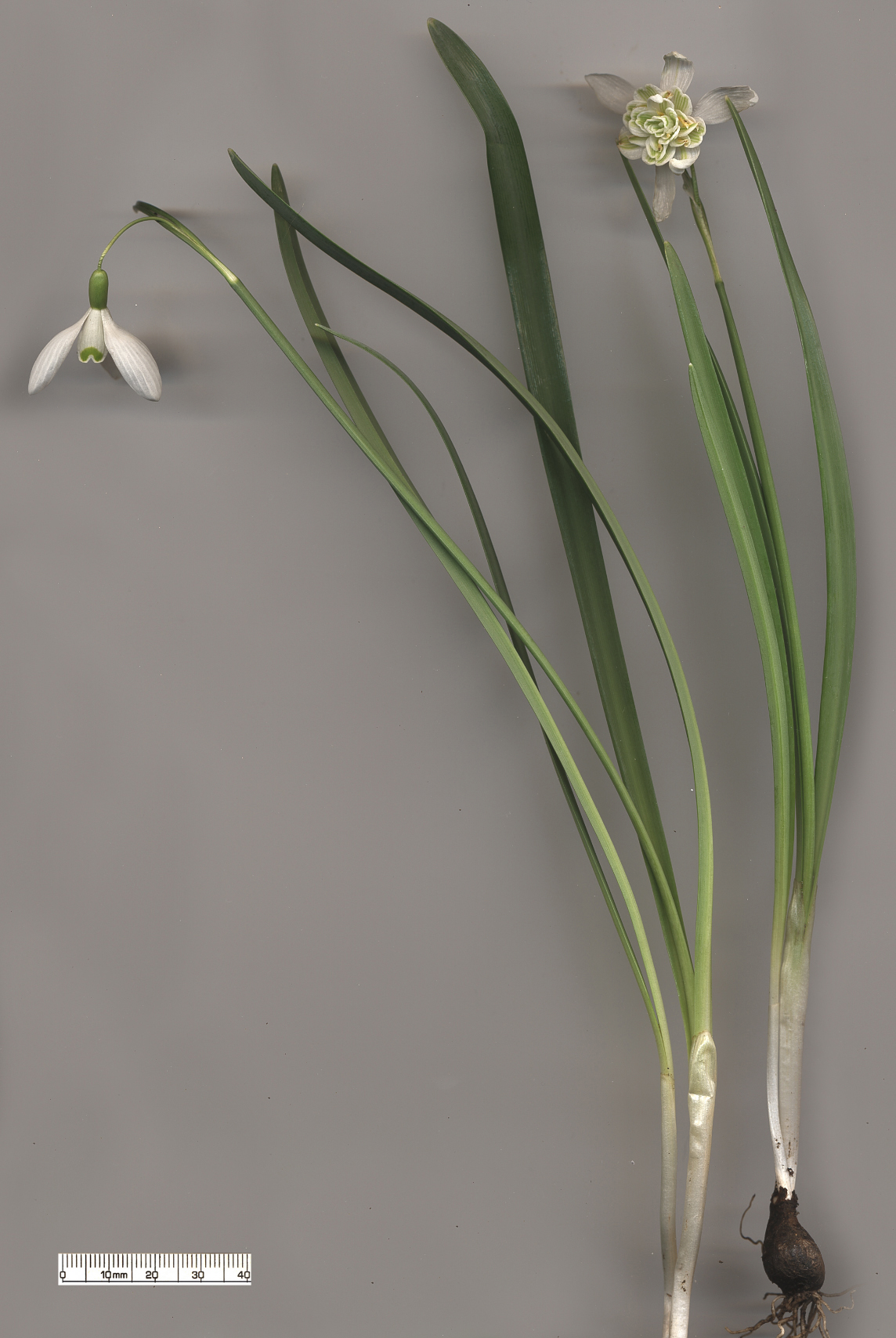
Kleines Schneeglöckchen (Galanthus nivalis): Links die normale Form, rechts die Sorte ‘Flore Pleno’

## Ökologie
Das Kleine Schneeglöckchen ist eine typische Frühjahrspflanze, bei der sogar die Blüten frosthart sind. Die Laubblätter dieses Zwiebel-Geophyten ziehen frühzeitig ein und sind deshalb schon im Frühsommer verschwunden.
Blütenbiologisch handelt es sich um homogame „Glockenblumen mit Streueinrichtung“, mit zuckerhaltigem „anbohrbarem Gewebe“ und mit Nektar. Die weiße Blütenfarbe entsteht durch Lufteinschluss zwischen den Zellen. Die inneren Blütenhüllblätter duften stärker als die äußeren und dienen so der Orientierung der Bestäuber. Der Pollen rieselt auf die sich anklammernden Bienen und Falter herab. Wegen ihrer starken UV-Reflexion heben sich die Blüten auch bei Schnee für die Besucher deutlich vom Hintergrund ab. Bestäuber sind vor allem Honigbienen, die besonders am Pollen interessiert sind, sowie Schmetterlinge. Vor dem Verblühen erfolgt Selbstbestäubung.
Die Samen besitzen ein gekrümmtes Anhängsel (Elaiosom), welches der Ausbreitung durch Ameisen dient (Myrmekochorie). Als spezielle Anpassung an diese Form der Ausbreitung sinken die erschlaffenden Fruchtstandsschäfte zu Boden.

### Krankheiten
Das Schneeglöckchen wird von den Rostpilzen Melampsora galanthi-fragilis mit Spermogonien und Aecidien und Puccinia galanthi mit Telien befallen.

## Giftigkeit
Das Kleine Schneeglöckchen ist giftig. Die Hauptmenge der Giftstoffe ist in den Zwiebeln. Dort sind zu 0,09 % Alkaloide vorhanden, wie Galanthamin und Lycorin.

## Vorkommen

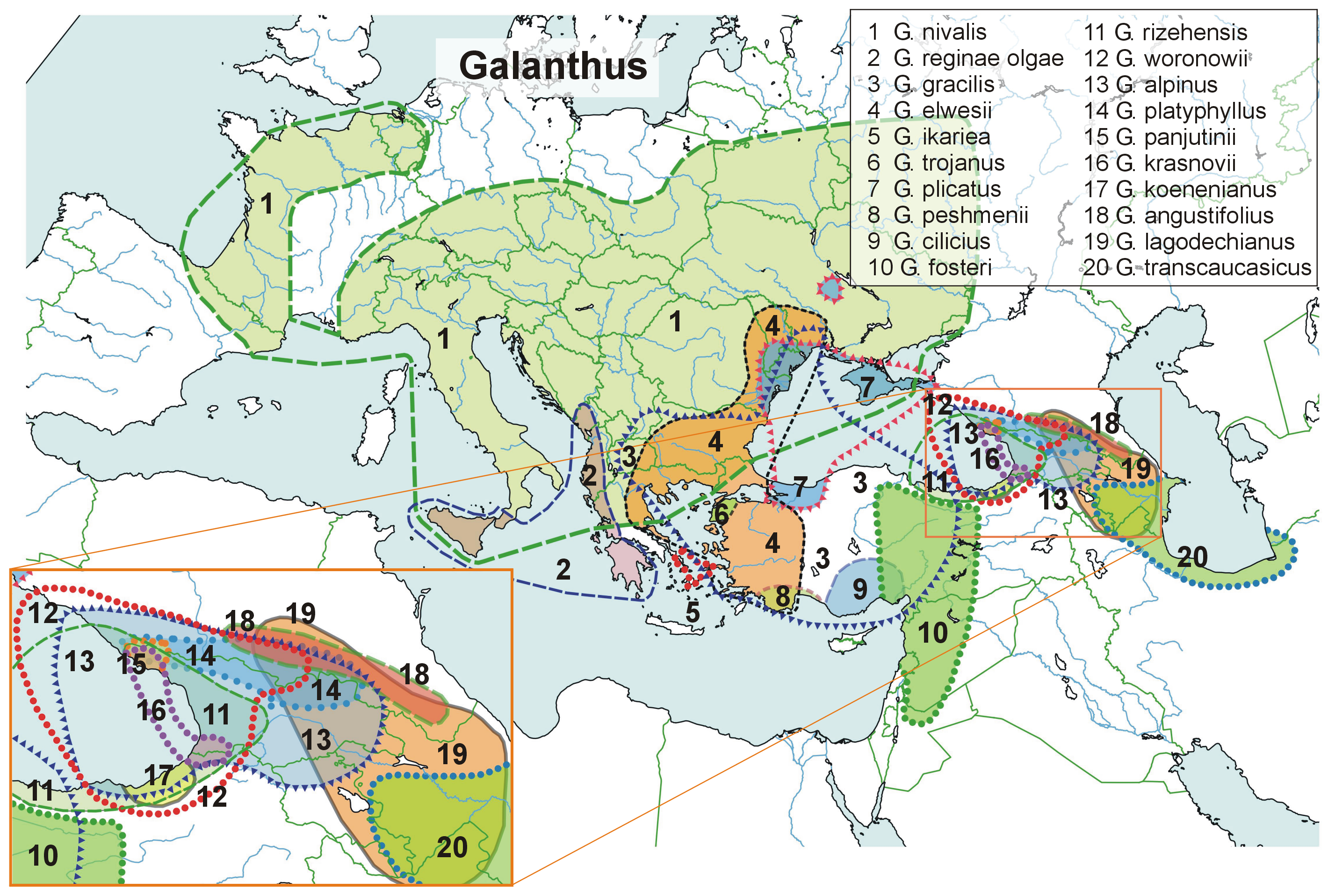
Verbreitungskarte von 19 Schneeglöckchenarten (Galanthus) in Europa und Vorderasien. (Versuch einer Darstellung gemäß der natürlichen Verbreitung; Quelle: Wikipedia-Seiten en, de, ru, fr)

Das Kleine Schneeglöckchen kommt in Österreich, in der Schweiz, in Tschechien, in der Slowakei, in Ungarn, Frankreich, Italien, auf der Balkanhalbinsel, in Südwestdeutschland, im südlichen Polen und in der Westukraine vor. Im nördlichen Mitteleuropa und in Nordamerika ist Galanthus nivalis ein Neophyt. Es gilt dort als Stinsenpflanze.
Das Kleine Schneeglöckchen kommt in Laubwäldern in Höhenlagen von meist 300 bis 600 (100 bis 1400) Metern vor. Es gedeiht auf kalkhaltigen Böden am besten. Es gedeiht in Mitteleuropa oft gesellig in Auenwäldern und feuchten Laubmischwäldern auf sickerfeuchten, nährstoffreichen, mild-mäßig sauren, humosen, tiefgründigen, lockeren Ton- und Lehmböden. Es ist eine Mullboden- und Halbschattenpflanze. Es kommt in Mitteleuropa besonders in Pflanzengesellschaften des Verbands Alno-Ulmion (Hartholzaue), aber auch der Ordnungen Fagetalia (Rotbuchenwald) und Quercetalia pubescentis (Flaumeichenwald) vor.
Die ökologischen Zeigerwerte nach Landolt et al. 2010 sind in der Schweiz: Feuchtezahl F = 3 (feucht), Lichtzahl L = 3 (halbschattig), Reaktionszahl R = 4 (neutral bis basisch), Temperaturzahl T = 4 (kollin), Nährstoffzahl N = 3 (mäßig nährstoffarm bis mäßig nährstoffreich), Kontinentalitätszahl K = 4 (subkontinental).

## Systematik
Die Erstveröffentlichung von Galanthus nivalis erfolgte 1753 durch Carl von Linné in Species Plantarum, Tomus I, Seite 288.
Es existieren Zwischenformen von Galanthus nivalis mit Galanthus reginae-olgae in Italien und auf dem Balkan sowie mit Galanthus plicatus subsp. byzantinus in der nordwestlichen Türkei.

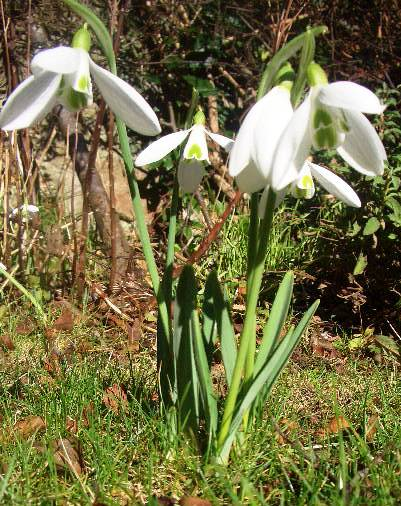
Sorte ‘Atkinsii’

## Nutzung

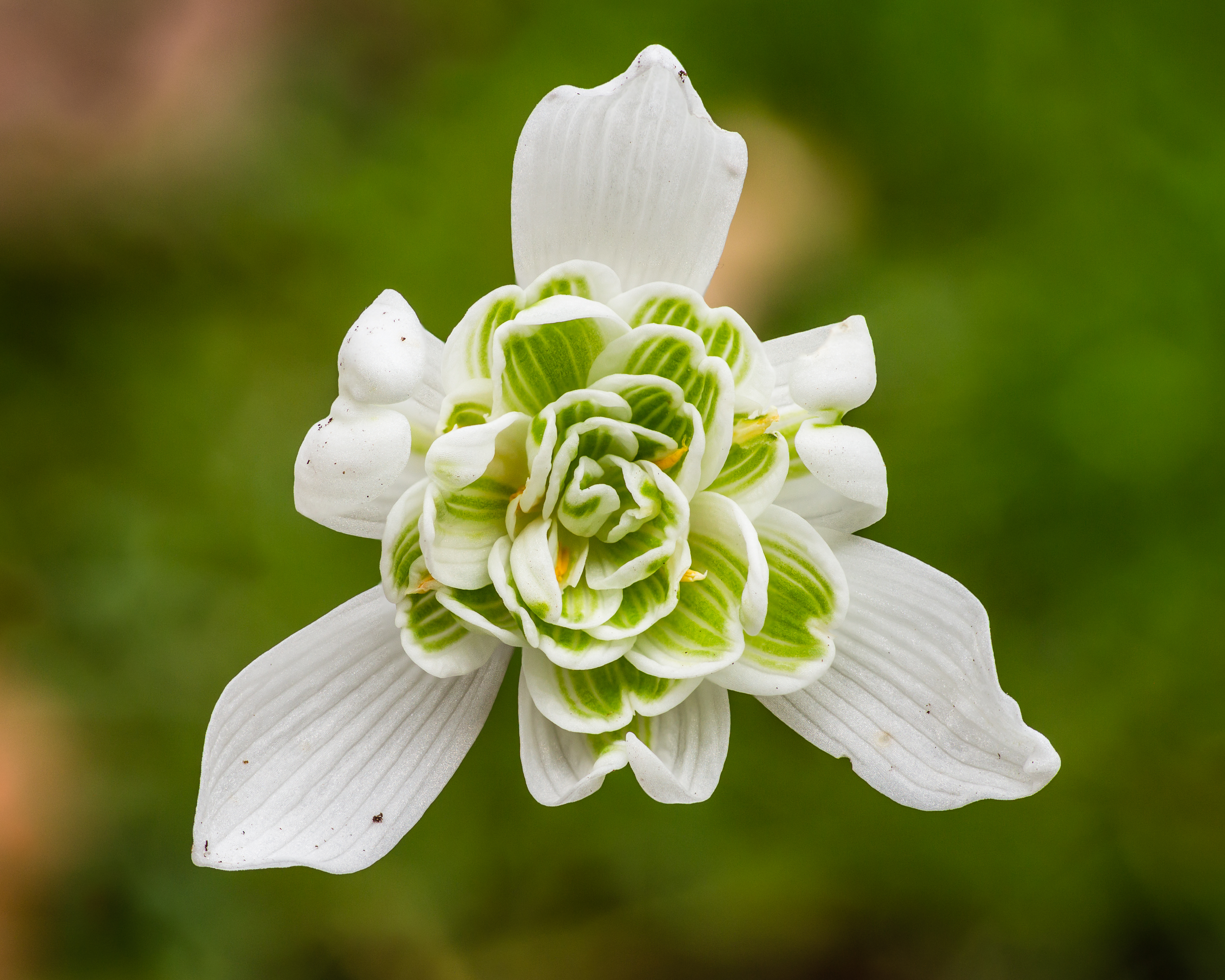
Gefülltes Schneeglöckchen

Das Kleine Schneeglöckchen wird in gemäßigten Gebieten verbreitet als Zierpflanze in Gärten und Parks genutzt. Besonders in alten Obstgärten und auf Kirchhöfen ist es verwildert und hat sich eingebürgert. Galanthus nivalis ist seit spätestens 1568 in Kultur. Es gibt zahlreiche Sorten (Auswahl):
- ‘Atkinsi’ (möglicherweise eine Hybride mit Galanthus plicatus): ein oder beide Blattränder sind schwach zurückgefaltet. Die Blütezeit reicht von Januar bis Februar. Die äußeren Blütenhüllblätter sind sehr lang und eines ist oft abweichend.
- ‘Imperati’: Blüten und Blätter sind größer. Der Blattrand ist mehr oder weniger stark zurückgerollt, aber nicht zurückgefaltet.
- ‘Scharlockii’: Die Hochblätter sind laubartig.
- ‘Flore Pleno’: Die Blüten sind gefüllt. Sie ist seit 1733 bekannt.

## Trivialnamen
Für das Kleine Schneeglöckchen bestehen bzw. bestanden auch die weiteren deutschsprachigen Trivialnamen: Apralleblämcher (Siebenbürgen), witte Fiolen, Gaisglöckli (St. Gallen), weiße Hornungsblume, Jungfern im Hemd, Märtenblome (Ostfriesland), Märzaglöggli (Luzern, Bern, St. Gallen), Märzenglöckle (Memmingen), Schneeblümchen (Schlesien), Schneeflocken (Schlesien), Schneegaken (Schlesien), Schneegallen (Schlesien), Schneeglöckchen (Weser, Tirol), Schneeglöckli (Bern, St. Gallen), Schneekaterl (Salzburg, Linz), Schneetröpfle (Memmingen), Schneetröpfen (Lauban, Thüringen, Frankfurt an der Oder), Schneeweilen, Schubleemen (Siebenbürgen), Schaiklehkeltscher (Siebenbürgen), Sneeklocke (Unterweser), Swalenswyppesblome, nackend, witte Wiefke (Ostfriesland) und echte Zeitlose (St. Gallen im Rheintal).